# 재산인수
재산인수(財產引受)란 발기인이 회사의 성립을 조건으로 제3자로부터 특정 재산의 취득을 목적으로 하는 매매형식의 계약으로 변태설립사항의 일종을 의미한다. 정관에 기재하지 않은 재산인수의 효력은 무효이나 그 행위가 동시에 상법 제375조가 규정하는 사후설립에도 해당하는 경우에는 주주총회의 특별결의에 의해 추인할 수 있다.

## 판례
상법 제290조 제3호 소정의 "회사 성립 후에 양수할 것을 약정"한다 함은 회사의 변태설립의 일종인 재산인수로서 발기인이 설립될 회사를 위하여 회사의 성립을 조건으로 다른 발기인이나 주식인수인 또는 제3자로부터 일정한 재산을 매매의 형식으로 양수할 것을 약정하는 계약을 의미하므로, 당사자 사이에 회사를 설립하기로 합의하면서 그 일방은 일정한 재산을 현물로 출자하고, 타방은 현금을 출자하되, 현물출자에 따른 번잡함을 피하기 위하여 회사의 성립 후 회사와 현물출자자 사이의 매매계약에 의한 방법에 의하여 위 현물출자를 완성하기로 약정하고 그 후 회사설립을 위한 소정의 절차를 거쳐 위 약정에 따른 현물출자가 이루어진 것이라면, 위 현물출자를 위한 약정은 그대로 위 법조가 규정하는 재산인수에 해당한다고 할 것이어서 정관에 기재되지 아니하는 한 무효이다.

## 같이 보기
- 현물출자
- 사후설립